# If Love Was a Crime
If Love Was a Crime (deutsch: Wenn Liebe ein Verbrechen wäre) ist ein Lied der bulgarischen Sängerin Poli Genowa. Die Sängerin hat mit dem Lied Bulgarien beim Eurovision Song Contest 2016 vertreten.

## Hintergrund
If Love Was a Crime wurde von Borislav Milanov, Sebastian Arman, Joachim Bo Persson und der Sängerin selbst geschrieben. Nachdem Bulgarien für zwei Jahre beim Eurovision Song Contest ausgesetzt hat, kehrte man mit einer internen Entscheidung darüber, wer das Land mit welchem Lied repräsentieren soll, 2016 zurück. Man entschied sich am 19. Februar 2016 für Poli Genova, die schon 2011 für das Land angetreten ist und 2015 den Junior Eurovision Song Contest moderiert hat. Das Lied wurde am 21. März 2016 inklusive eines Musikvideos veröffentlicht.

## Inhalt
In einem Interview sagte die Sängerin, das Lied handle davon, dass Liebe gerade in der heutigen Zeit sehr wichtig sei und diese nicht nur in Partnerschaften, sondern zwischen allen Menschen gezeigt werden solle. Weiterhin sagte sie, dass man sich dessen jeden Tag bewusst sein sollte.